# اعتراضات ۱۴۰۰ گنبدکاووس
اعتراضات ۱۴۰۰ گنبدکاووس در فروردین ۱۴۰۰ در پی تعرض جنسی به دو دختر خردسال در گنبد کاووس رخ داد. طی اعتراضات اهالی روستای «عرب سورنگ» و منطقه در مقابل ساختمان نهادهای دولتی و قضایی، شماری از شهروندان توسط نیروهای امنیتی و انتظامی بازداشت شدند و با اعزام نیروهای نظامی و انتظامی از مرکز استان فضای این شهر امنیتی شد.

## علت
روز دوشنبه ۲ فروردین منابع محلی گزارش دادند که یک نگهبان سد گلستان به اتهام تعرض جنسی دو کودک و در پی تجمع اعتراضی اهالی روستا در محل کارش و آتش زدن کیوسک نگهبانی، در گنبد کاووس توسط پلیس دستگیر شد. اعتراضات پس از خبر آزار جنسی دو دختر هفت و هشت ساله توسط مردی ۵۵ ساله در گنبد کاووس رخ داد. در پی این مسئله ده‌ها نفر از شهروندان معترض روز سه‌شنبه مقابل دادگستری تجمع کرده و نسبت به شیوه رسیدگی قضایی اعتراض کردند. متهم پرونده تعرض جنسی دو دختر خردسال، با رد شدن مسئله «تجاوز» از سوی پزشکی قانونی، با اتهام «آدم‌ربایی» تفهیم اتهام شده‌است.
عرب سرنگ، روستایی از توابع بخش مرکزی شهرستان گنبدکاووس در استان گلستان است.

## واکنش‌ها
فرمانده سپاه پاسداران در پی بازتاب پرونده در فضای مجازی تهدید به برخورد کرد. هادی حق‌شناس، استاندار گلستان، که روز پنجشنبه پنجم فروردین‌ماه به گنبدکاووس رفته در این زمینه گفت: «خوشبختانه همراهی تمام دستگاه‌ها به گونه‌ایست که اجازه نخواهیم داد رسانه‌های بیگانه خدشه‌ای به وحدت استان وارد کنند.» خبرگزاری صدا و سیما نیز ادعا کرد گروهی از معترضان «به اموال عمومی خسارت وارد کردند که شناسایی و دستگیر شدند.» خسرو خلیلی، دادستان گنبدکاووس، نیز گفت پزشکی قانونی موضوع تجاوز را رد کرده و این فرد به اتهام فریب این دو کودک و آدم‌ربایی بازداشت شده‌است. برخی از روحانیون و مقام‌های دولت و همچنین نماینده گنبد کاووس هم با تأکید بر رسیدگی در «محیط بدون تنش» مخالفت خود را با اعتراضات شهروندان ابراز کرده‌اند.
- سردار آزمون، فوتبالیست پرطرفدار تیم ملی ایران که متولد شهرستان گنبد کاووس است، از جمله کسانی بود که در صفحه اینستاگرام خود با استفاده از هشتگ «نه به آزار جنسی» خواستار برخورد با تعرض صورت گرفته به دو کودک شد.
- فرهاد قائمی والیبالیست ملی پوش:

سلام به مردم عزیز استان گلستان و همشهریان عزیزم اتفاق اخیر در روستای عرب سورنگ باعث رنجش هر مسلمانی بوده وبه شدت متأثر شدم، من شخصاً با خانواده محترم این دو کودک عزیز و دهیاران عرب سورنگ و بزرگان منطقه صحبت کردم که این عزیزان خواستار پیگیری پرونده به صورت کاملاً قانونی بودند. طبق صحبتی که با آقای شادمهر نماینده محترم و رئیس قوه قضائیه انجام شد قول۱۰۰٪دادن به نمایندگی از طرف مردم این موضوع و درخواست خانواده این عزیزان را پیگیری بکنند که هرچه سریع تر به این پرونده رسیدگی بشود بنده از طرف خانواده محترم این دو کودک عزیز و بزرگان ترکمن صحرا درخواست دارم آرامش خودتان رو حفظ و بگذارید روال کار براساس قانون پیگیری شود.
- محمود ترابی امام جمعه گنبدکاووس در خطبه‌های نمازجمعه بیان کرد که گره زدن این حادثه به مسائل قومی و امنیتی ظلم آشکار به خانواده کودکانی است که این اتفاق برای آنها رخ داده و دستگاه قضایی باید با بررسی همه جوانب این مسئله اجتماعی، مسببان آنرا به‌شدت تنبیه کنند.[۱۲]
- هادی حق‌شناس، استاندار گلستان: این حادثه اتفاقی تلخ بود و دستگاه قضایی در کوتاه‌ترین زمان ممکن حکم فرد خاطی را صادر خواهد کرد. از بزرگان و مسوولان گنبدکاووس به ویژه جوانان به واسطه صبر و تحمل‌شان تشکر می‌کنم که اجازه ندادند، ضدانقلاب از این حادثه تلخ سوء استفاده کند.[۱۳]